# 阿列希霍市镇
阿列希霍市镇（俄语：Алехинское муниципальное образование）是俄罗斯联邦伊尔库茨克州切列姆霍沃区所属的一个市镇。其下辖有4个居民点，行政中心为阿列希霍。据2016年统计，该市镇的人口为1782人。